# 南部重直
南部重直（日语：／ Nanabu Shigenao，1606年4月16日—1664年10月30日）日本江戶時代前期大名，陸奥盛岡藩第2代藩主。南部氏第28代當主。

## 生平
在慶長11年（1606年）3月9日於江戶櫻田屋敷出生，家中三男。父親利直是陸奥盛岡藩初代藩主。在寬永9年（1632年）因為父親死去而繼任家督並成為第2代藩主。在藩政方面，完成了由祖父南部信直時代在盛岡城開始的築城工事等，專注於建立盛岡藩的根基。
有著苛烈的性格。沒有兒子，卻希望列入幕閣成為譜代大名，因此收堀田正盛的兒子勝直為養子（勝直在18歳時死去）。
在寬文4年（1664年）9月12日於江戶死去。享年59歲。
重直在事前向第4代將軍德川家綱請求選定後繼者和南部家的存续。在重直死後，家綱裁定重直的弟弟七戶重信減封2萬石並繼承盛岡8萬石家，弟弟中里直好則繼承被減出來的八戶2萬石家，在實際上進行分割相續。最初自稱花輪重政的七戶重信改名為南部重信，中里直好改名為南部直房。